# Сент-Оле-ла-Шапель
Сент-Оле́-ла-Шапе́ль (фр. Saint-Aulais-la-Chapelle) — коммуна во Франции, находится в регионе Пуату — Шаранта. Департамент — Шаранта. Входит в состав кантона Барбезьё-Сент-Илер. Округ коммуны — Коньяк.
Код INSEE коммуны — 16301.
Коммуна расположена приблизительно в 420 км к юго-западу от Парижа, в 130 км южнее Пуатье, в 28 км к юго-западу от Ангулема.

## Население
Население коммуны на 2008 год составляло 233 человека.
| 1962 | 1968 | 1975 | 1982 | 1990 | 1999 | 2008 |
| ---- | ---- | ---- | ---- | ---- | ---- | ---- |
| 372  | 350  | 325  | 294  | 264  | 233  | 233  |

## Экономика
В 2007 году среди 147 человек в трудоспособном возрасте (15—64 лет) 111 были экономически активными, 36 — неактивными (показатель активности — 75,5 %, в 1999 году было 67,4 %). Из 111 активных работали 100 человек (55 мужчин и 45 женщин), безработных было 11 (6 мужчин и 5 женщин). Среди 36 неактивных 8 человек были учениками или студентами, 18 — пенсионерами, 10 были неактивными по другим причинам.

## Достопримечательности
- Церковь Сен-Жак-де-Конзак (XII век). Памятник истории с 1953 года[3]
- Приходская церковь Сен-Венсан-де-ла-Шапель (XII век). Памятник культурного наследия[4]
- Приходская церковь Сент-Элали-де-Сент-Оле (XII—XIII века). Памятник культурного наследия[5]

## Фотогалерея
- Церковь Сен-Жак
- Церковь Сент-Элали
- Мэрия
- Крест